# Oakton Community College

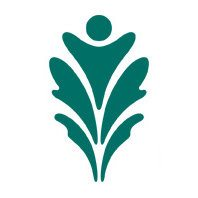
Logo del Oakton Community College

Oakton Community College es un colegio universitario de Illinois en los Estados Unidos. Tiene dos campus: el campus principal, el Des Plaines Campus en Des Plaines, y un campus secundario, el Skokie Campus en Skokie. También ofrece clases en ocho escuelas preparatorias (high schools).